# 井沢八郎
井沢 八郎（いざわ はちろう、本名：工藤 金一（くどう きんいち）、1937年〈昭和12年〉3月18日 - 2007年〈平成19年〉1月17日）は、日本の演歌歌手。青森県弘前市出身。女優の工藤夕貴と元俳優でクラブDJの工藤正貴は実子。2番目の妻は声優の青羽美代子。

## 来歴・人物
青森県弘前市のひとかどの名家に出生、中学生の頃から歌唱力は評判だった。
中学卒業後、歌手を目指して上京。1963年に「男船」（作詞・松井由利夫、作曲・大沢浄二）で東芝音楽工業よりレコードデビューを果たし、同曲は30万枚を売り上げる。デビュー第三弾の「あゝ上野駅」は井沢八郎の代表曲であると同時に、高度経済成長期の日本の世相を反映する代表曲となる。同曲は2003年、JR上野駅広小路口前にて、ファイティング原田や集団就職で上京した中小企業経営者らによる有志団体により、歌碑が竣工された。また2013年7月からは、JR上野駅13番線（2016年からは上野駅始発の常磐線特急ホームが使用する16・17番線）の発車メロディーに同曲が採用されている。
他にも「男傘」「北海の満月」などのヒット曲がある。作曲家・大沢浄二が恩師である。
伸びやかでボリュームのあるハイトーンを特徴とする美声で、晩年はショーやテレビ番組などで活躍していた。私生活では料亭経営者の令嬢と結婚、長年連れ添い一男一女（夕貴・正貴）を授かった。世田谷の邸宅にて暮らし、自宅は度々テレビ番組にて披露され、周囲から羨望の目を集めた。しかし、八郎は家を空けることが多く、帰宅しても酒を呑むと豹変し、夕貴らに激しく絡んでいた。
1980年、妻との関係が悪化し、妻を自宅から追い出す。1983年に交通違反の不出頭、1985年にデートクラブで16歳の女性を買春しての淫行といった不祥事を起こす。さらに隠し子の存在が明らかになる。これらのスキャンダルのため、一時、芸能活動ができなくなった上、婚姻関係が1989年に破綻。その後交際をしていた青羽美代子と1994年再婚し、亡くなるまで連れ添った。
2005年秋頃、体調不良を訴え検査の結果食道癌が見つかり手術を受けるが、翌年5月には癌がリンパ節に転移。同年秋に再入院し、治療に努めた。
2007年1月17日午後11時18分、食道癌のため自身の転機の地でもある上野の永寿総合病院にて死去。69歳没（享年70歳）。1月17日は奇しくも娘・工藤夕貴の誕生日であった。臨終の間際にて、八郎は夕貴に枯れた声を振り絞り、「お誕生日おめでとう」と伝えたという。また、死後八郎から夕貴に宛てられた一通の手紙には、八郎が夕貴の舞台を観た感想が綴られており、一家離散後も、八郎が夕貴の活躍を陰ながら支えていたことがわかった。

## ディスコグラフィ
発売当時の東芝レコード月報（各月）に基づく。

### シングル
1. 男船/浮草艶歌 （1963年11月新譜：東芝：JP-1627）定価 ¥290
2. 故郷ギター/男の道（1964年2月新譜：東芝：TR-1017）定価 ¥290
3. あゝ上野駅/艶歌一代（1964年5月新譜：東芝：TR-1053）
4. 男の火山/さいはて列車（1964年6月新譜：東芝：TR-1076）
5. 男傘/浮草舟（1964年10月新譜：東芝：TR-1119）ここまではモノラル盤
6. 男の世界/帰って来たぜ（1964年12月新譜：東芝：TP-1019）これ以降ステレオ盤　定価 ¥300
7. しぶき舟/ダンチョネ鷗（1965年1月5日発売：東芝：TP-1026）
8. 初陣/よさこい笠（1965年3月新譜：東芝：TP-1040）
9. 男の街角/流転舟（1965年5月新譜：東芝：TP-1060）
10. 汐騒の宿/ひらがな母さん（1965年6月新譜：東芝：TP-1071）
11. 男ごころ/五木の空はなぜ遠い（1965年7月新譜：東芝：TP-1095）A面は NTV連続ドラマ「男ごころ」主題歌。B面は第5回音楽祭「新作歌謡まつり」参加作品。定価 ¥330
12. 北海の満月/山に生きる男（1965年10月新譜：東芝：TP-1121）
13. 嵐に立つ兄弟/一丁流し（1965年10月新譜：東芝：TP-1133）白根一男との共演盤。
14. 度胸っ子/やるんだ東京（1966年1月5日発売：東芝：TP-1195）A面は「明星」募集歌。
15. 残侠の花/紅さし小唄（1966年3月5日発売：東芝：TP-1226）A面は白根一男との共演、B面は白根一男のソロ。
16. 恋に泣く/里恋い相馬（1966年3月5日発売：東芝：TP-1232）
17. つめたい男/二度と来るなよこの港（1966年4月15日発売：東芝：TP-1266）
18. 男の流れ星/涙の海峡（1966年6月5日発売：東芝：TP-1285）
19. 楽に行こうぜ/きょうだい音頭（1966年7月5日発売：東芝：TP-1306）A面は関西テレビ「にっぽん道中記」主題歌。B面は白根一男，紫ふじ美との共演。
20. 真赤な友情/青い舟唄（1966年9月5日発売：東芝：TP-1325）
21. さいはての男/うず潮舟（1966年10月5日発売：東芝：TP-1349）
22. ゆさぶり船/麻里は何処にいる（1967年1月5日臨発：東芝：TP-1383）
23. 北海の流氷/傷心のボレロ（1967年4月5日発売：東芝：TP-1430）
24. 南海の恋唄/夜汽車で帰ろう（1967年7月15日発売：東芝：TP-1504）
25. 別れようぜ/あの人のいた町（1967年9月15日発売：東芝：TP-1538）
26. 若い花だよ/夜霧の波止場（1967年12月1日発売：東芝：TP-1559）
27. サガレンの夕焼け/津軽っ子（1968年3月1日発売：東芝：TP-1605）
28. 男船/男傘（1968年4月1日発売：東芝：TP-1622）ベスト・カップル・シリーズの再発売盤。
29. 少年の記/たったひとりの俺（1968年7月1日発売：TP-2018）定価 ¥370
30. ああ上野駅/北海の満月（1968年7月10日発売：TP-2022）ベスト・カップル・シリーズでの再発売。
31. 北国の夜/男同志（1968年10月1日発売：東芝：TP-2055）

### アルバム
1. 男船（井沢八郎ヒット歌謡集）（1964年6月新譜：TR-6002）30cmモノラルLP　定価 ¥1,000　「男船」「 あゝ上野駅」ほか全12曲収録。
2. 男傘（1964年12月新譜：TP-6002）30cmステレオLP　定価 ¥1,300　「男傘」「男の世界」ほか全12曲収録。
3. 男の街角（1965年8月新譜：TP-6006）30cmステレオLP　定価 ¥1,300　「男の街角」「男ごころ」ほか全14曲収録。
4. 北海の満月（1966年2月5日発売：TP-6012）30cmステレオLP　定価 ¥1,300　「北海の満月」「友情の星」ほか全12曲収録。
5. 井沢八郎 歌のプレゼント（1966年12月5日発売：TP-7145）30cmステレオLP　定価 ¥1,500　「さいはての男」「男の流れ星」ほか全12曲収録。
6. 井沢八郎/男の歌（1967年7月5日発売：TP-7189）30cmステレオLP　定価 ¥1,500　シングルとして発表されていた楽曲（全12曲）で構成された、ベスト盤。

### コンパクト盤（17cm/33回転/ステレオの4曲入り）
1. ＜男船/あゝ上野駅/男傘/男の火山＞（1964年10月5日発売：TP-4009）定価 ¥450
2. ＜男の世界/男三味線/ダンチョネ鷗/しぶき舟＞（1965年2月新譜：TP-4021）定価 ¥450
3. ＜男の街角/ひらがな母さん/初陣/汐騒の宿＞（1965年7月新譜：TP-4045）定価 ¥450
4. ＜北海の満月/山に生きる男/男ごころ/度胸船＞（1965年11月新譜：TP-4055）定価 ¥450
5. ＜さいはての男/真赤な友情/男の流れ星/うず潮舟＞（1965年11月15日発売：TP-4084）定価 ¥450
6. ＜さいはての男/男船/北海の満月/男傘＞（1967年4月5日発売：TP-4111）定価 ¥450

## テレビドラマ出演
- 特別機動捜査隊 第346話「若者の橋」（1968年、NET）

## 映画出演
- 賭場の牝猫　捨身の勝負 （1966年3月12日公開、日活）-歌手
- 男の紋章シリーズ 男の紋章　花と長脇差（1964年11月11日公開、日活）-駆け出しの六
- 男の紋章シリーズ 男の紋章　喧嘩状（1964年12月19日公開、日活）-駆け出しの八

## NHK紅白歌合戦出場歴
| 年度/放送回               | 曲目         | 対戦相手   |
| ------------------------- | ------------ | ---------- |
| 1965年（昭和40年）/第16回 | 北海の満月   | 都はるみ   |
| 1966年（昭和41年）/第17回 | さいはての男 | 三沢あけみ |